# 侏獴屬
侏獴属，又稱矮獴属，共有包括侏獴、埃塞俄比亚侏獴在內的2個物種以及12種亞種。它們主要分佈於非洲东部和南部。侏獴属物種体长为19至27厘米。

## 下属物种
本属包括以下物种：
- Helogale hirtula Thomas, 1904
- 侏獴 Helogale parvula (Sundevall, 1847)